# K2-22b
K2-22b (también conocido como  EPIC 201637175 b) es un exoplaneta 801 años luz de la Tierra, orbitando rápidamente a la enana roja K2-22 con un período orbital de 9.145872 horas. Tiene una masa inferior a 445 de la masa terrestre y un radio inferior a 2.5 del radio terrestre. La fotometría K2 revela la presencia de una curva de luz anómala consistente con la evaporación del polvo del planeta. Este polvo forma una cola tanto delante como detrás del planeta, similar a algunos cometas del Sistema Solar. La evaporación de este polvo requiere una baja gravedad de la superficie del planeta anfitrión, lo que implica que es una masa baja, "Marte, Mercurio, o incluso cuerpos de tamaño lunar con gravedad de 1/6 a 1/3 de la Tierra son preferibles".
Este polvo puede estar relacionado con el acercamiento del planeta al límite de Roche impuesto por la estrella, comenzando esta última a quitarle su atmósfera para luego desintegrarlo (Ridden-Harper et al. 2019).